# NGC 6791
NGC 6791 (również OCL 142) – gromada otwarta znajdująca się w gwiazdozbiorze Lutni. Została odkryta w grudniu 1853 roku przez Augusta Winnecke. Jest położona w odległości ok. 16,4 tys. lat świetlnych od Słońca.